# Margaret Bourke-White
Margaret Bourke-White (geboren Margaret White) (New York, 14 juni 1904 – Stamford, Connecticut, 27 augustus 1971) was een Amerikaanse fotograaf. Ze was als luitenant-kolonel de eerste oorlogsverslaggever van de Amerikaanse landmacht en tegen het einde van de Tweede Wereldoorlog fotograaf van de Amerikaanse luchtmacht. Een van haar foto's, The Living Dead of Buchenwald, is een van de meest beroemde van de 20e eeuw.

## Leven

### Jeugd
Margaret Bourke-White was de dochter van de rooms-katholieke Minnie Bourke en de niet-praktiserende Jood Joseph White en groeide op in de Bronx, New York. Bourke-White had een oudere zus, Ruth, en een jongere broer, Roger. In haar jeugd was het nog niet gebruikelijk dat meisjes onderwijs aan een hogeschool volgden.

### Architectuur- en Industriefotografie
Na het afronden van haar studie in 1927 opende Bourke-White haar eerste fotostudio in Cleveland, Ohio en begon haar carrière als architectuur en industrieel fotograaf. Haar opnamen van industriële installaties gaven een nieuw en zeer gewaardeerd fotografisch beeld van de snelle economische ontwikkeling van de Verenigde Staten.

### Fotojournalist
Bourke-White kreeg opdrachten van gerenommeerde tijdschriften. De door haar gefotografeerde bruggen en staalfabrieken vormden in 1930 de coverstory van de eerste editie van het tijdschrift Fortune, waarvan Bourke-White mederedacteur was. In 1931 opende ze haar fotostudio in de Chrysler Building in New York.
In 1930, ten tijde van de industrialisatie, reisde Bourke-White voor het eerst af naar de Sovjet-Unie. Dit leverde beelden op van gigantische bouwprojecten (fabrieken en elektriciteitscentrales) maar ook van eenvoudige, uitgebuite arbeiders. Tijdens de jaren dertig maakte Bourke-White onder andere foto-essays over de IG Farben en de scheepswerven van Hamburg en op de bouwplaats van de Sovjet-industriële stad Magnitogorsk in West-Siberië.
In het eerste nummer van het tijdschrift Life-Magazine in november 1936, waarvan Bourke-White een van de oprichters was, stonden haar foto's bij de coverstory over de dam van Fort Peck Lake in de Verenigde Staten. Naast Walker Evans en W. Eugene Smith is Bourke-White een van de pioniers van de foto-essays.
Door haar extravagante levensstijl en haar energieke optreden in de media was Bourke-White een soort rolmodel voor de moderne, geëmancipeerde vrouw.
In 1937 publiceerde Bourke-White samen met de schrijver Erskine Caldwell een boek over de leefomstandigheden van veldwerkers in het zuiden van de VS (Dust Bowl), die in periodes van extreme droogte in hun bestaan bedreigd werden. Haar foto You Have Seen Their Faces wordt beschouwd als een van haar belangrijkste werken. In 1939 trouwde ze met Caldwell, van wie zij in 1942 weer scheidde. In 1938 begon ze aan een reis door Europa en werkte aan een fotoreportage over de Sudeten-crisis in Tsjecho-Slowakije.

### Tweede Wereldoorlog

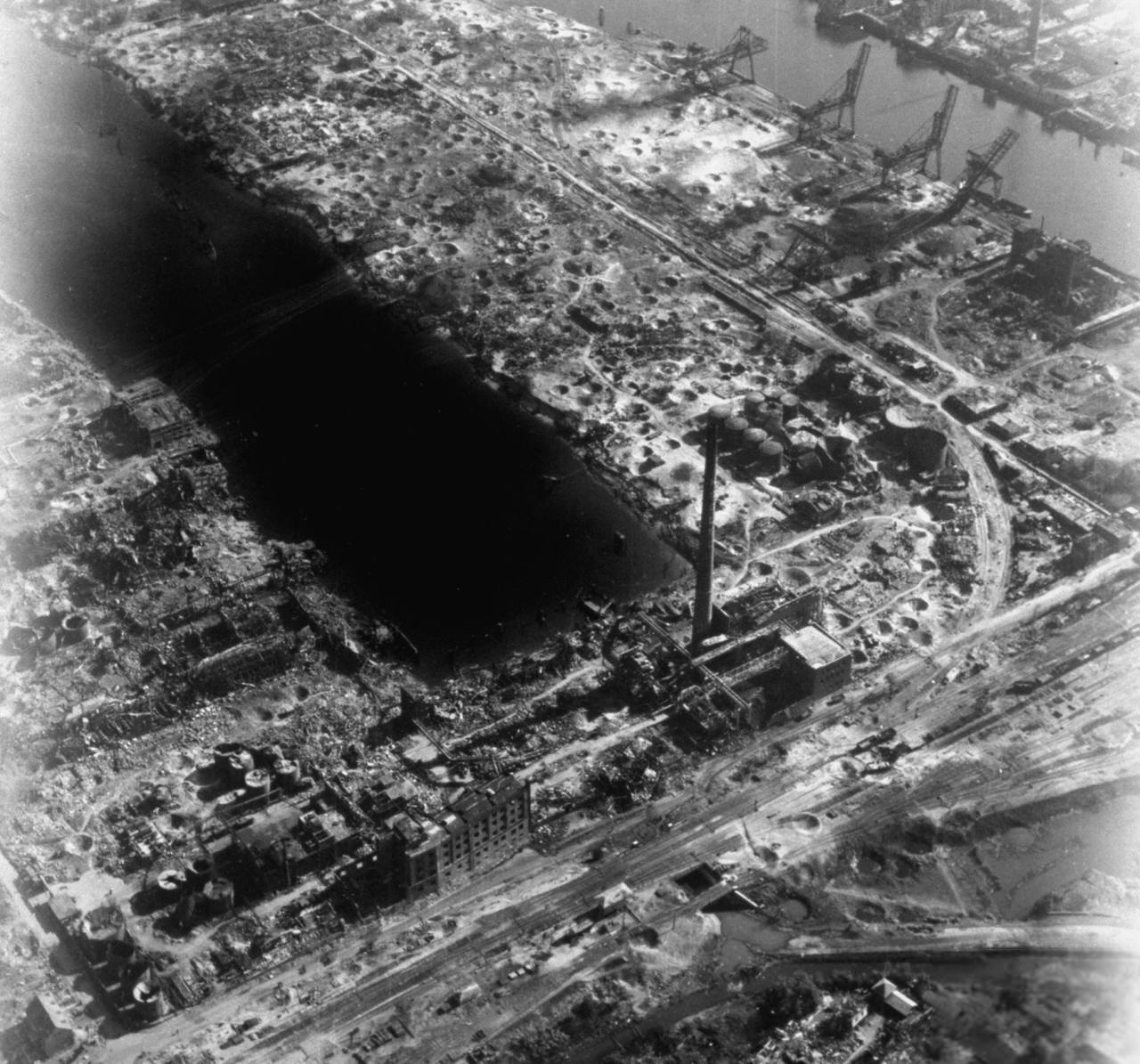
Door bombardementen van de USAAF olie-industrie vernietigd in de 3e zeehaven van Hamburg-Harburg, herfst 1945

In 1941 ging ze voor Life-Magazine naar Moskou. Tijdens de Duitse invasie van de Sovjet-Unie was zij de enige westerse fotojournalist in de stad en documenteerde ze in het bijzonder de Duitse luchtaanvallen op de hoofdstad van de Sovjet-Unie. Ze werd de eerste vrouwelijke oorlogscorrespondent van het Amerikaanse leger, onder meer in Engeland, Noord-Afrika en Italië. Als fotograaf van de Amerikaanse luchtmacht reisde Bourke-White met generaal George S. Patton door Duitsland en was ze aanwezig bij de bevrijding van het concentratiekamp Buchenwald en het werkkamp Leipzig-Thekla. Haar foto The Living Dead of Buchenwald uit 1945 is een van de beroemdste en indrukwekkendste foto's van de 20e eeuw.
Bourke-White heeft veel beroemdheden als Franklin Roosevelt, Jozef Stalin, Winston Churchill of Marlon Brando geportretteerd.

### Naoorlogse jaren
In het najaar van 1945 kreeg Bourke-White van de luchtmacht de opdracht om de vernietiging van de Duitse steden met luchtfoto's te documenteren. In 1946 fotografeerde zij voor Life een van haar beroemdste beelden: Mahatma Gandhi aan het spinnewiel. In de daaropvolgende jaren documenteerde Margaret Bourke-White de deling van Brits-Indië en later de Koreaanse Oorlog. Ze reisde ook door Zuid-Afrika ten tijde van de apartheid.
Midden jaren 1950 kreeg Bourke-White de ziekte van Parkinson en moest haar werk steeds verder minderen. Haar autobiografie, die in 1963 verscheen, stond wekenlang op de bestsellerlijst van de New York Times. Bourke-White stierf in 1971 aan de gevolgen van de ziekte van Parkinson.
In 1955 selecteerde Edward Steichen een zestal foto's van Bourke-White voor de wereldberoemde en inmiddels werelderfgoed tentoonstelling The Family of Man

## Werk (Selectie)

### Reportages
- The Story of Steel (1928)
- Eyes on Russia (1931)
- You Have Seen Their Faces (1937)
- North of the Danube (1939)
- Say, Is This the USA (1941)
- Shooting the Russian War (1942)
- They Called It "Purple Heart Valley"  (1944)
- "Dear Fatherland, Rest Quietly" (1946)
- Half Way to Freedom: A Report on the New India (1949)
- A Report on the American Jesuits (1956)
- Portrait of Myself (1963)
- Interview with India (1950)

### Tentoonstellingen
- Russian Photographs, American Russian Institute, New York (1931)
- Little Carnegie Playhouse, New York (1932)
- Art Institute of Chicago (1956)
- Bourke-White's People, Syracuse University, New York (1966)
- Witkin Gallery, New York. Carl Seinbab Gallery, Boston (1971)
- Cornell University, Ithaca, New York (1972)
- University of California, Santa Clara (1974)
- Allen Frumkin Gallery, New York. Robert Schoelkopf Gallery, New York (1975)
- The Early Years, Washington Public Library, New York (1975)
- Syracuse University, New York. Witkin Gallery, New York (1978)
- "The Humanitarian Vision", Joe and Emily Lowe Gallery, Syracuse University, New York (1983)
- "The Humanitarian Vision", Europatournee durch 20 Städte Europas (1984–1985)
- "The Humanitarian Vision", Kunsthaus Zürich (1985)
- "Margaret Bourke-White. Moments in History. Photographs 1930 – 1945", Martin-Gropius-Bau, Berlin, und Kunstfoyer der Versicherungskammer Bayern, München (2013)

### Collecties
Margaret Bourke-White's werk is tegenwoordig een belangrijk onderdeel van de volgende collecties:
- Brooklyn Museum
- The Cleveland Museum of Art
- Museum of Modern Art (MoMA) in New York
- Library of Congress in Washington, D.C.

Haar nalatenschap wordt beheerd door de Syracuse University, New York.

## Onderscheidingen
- Eredoctoraat: Rutgers University, 1948
- Eredoctoraat: University of Michigan (Ann Arbor), 1951
- Achievement Award: Travel and Leisure, 1963
- Honor Roll Award: American Society of Media Photographers, 1964

Ze werd ook geëerd door het Nationale Women's History Project.

## Trivia
- In de film Gandhi (1982) verscheen Candice Bergen als Margaret Bourke-White.
- 1989 Bourke-White in de tv-film Double Exposure: Het verhaal van Margaret Bourke-White wordt gespeeld door Farrah Fawcett.[5]
- In 1991 werd een inslagkrater op de planeet Venus naar haar vernoemd.